# Ernst Fritsche
Ernst Georg Oswald Fritsche (* 5. August 1850 in Wintersdorf; † 16. Dezember 1905 in Zwickau) war ein deutscher Oberlehrer und Heimatforscher, der sich um die Parkanlagen und die Errichtung der Bismarcksäule in Zwickau verdient machte.

## Leben und Wirken
Der Sohn von Melchior Fritsche nahm zunächst Unterricht bei einem Landgeistlichen, bevor er an das Gymnasium nach Altenburg wechselte. Fritsche unterrichtete seit 1874 als Lehrer, später als Oberlehrer Deutsch, Latein, Geschichte und Geographie an der Realschule I. Ordnung zu Zwickau bis zu seinem Tod 1905. Für seine Verdienste um das Schulwesen wurde ihm der Professor-Titel verliehen. Daneben war er Vorsitzender der Ortsgruppe Zwickau des Allgemeinen Deutsche Schulvereins. 1899 verfasste er die Schrift Die französische Kriegslyrik des Jahres 1870/71 in ihrem Verhältnis zur gleichzeitigen deutschen. Zwickau.

## Fritsche-Gedenkstein
Am 8. Mai 1910 erfolgte unter Beteiligung im Beisein des Zwickauer Oberbürgermeisters Karl Keil am Eingang des Waldparks (heute Stadtpark) an der hinter der Alberthöhe auf dem Windberg von der Werdauer Straße abzweigenden Waldparkstraße die Enthüllung des Gedenksteins für Ernst Fritsche. Der Stein erinnert an sein Wirken für den Erzgebirgszweigverein Zwickau, dessen Vorsitzender er seit 1890 mit einjähriger Unterbrechung war, die Stadt Zwickau und das sächsische Erzgebirge.
Der Gedenkstein, ein etwa 70 Zentner schwerer Block Blauenthaler Granits, trägt eine Kupferplatte mit der Inschrift: „Seinem verdienstvollen Vorsitzenden Prof. Dr. Ernst Fritsche, der Erzgebirgsverein Zwickau.“ Architekt Henning, Bildhauer Rönnau und Kunstgewerbler Beyer hatten sich um die Ausführung des Werkes verdient gemacht. Die das Denkmal umgebende gärtnerische Anlage gestalteten Kunstgärtner und Hoflieferant Lorenz und der Zwickauer Stadtgarteninspektor Trappe. Die baulichen Arbeiten leitete Stadtbauinspektor Häberer.
Das Denkmal wird bis heute vom Erzgebirgszweigverein Zwickau gepflegt und steht unter Denkmalschutz (ID-Nr. 09231156).

## Fritscheplatz
1912 wurde zusätzlich der Fritscheplatz in Zwickau nach ihm benannt.

## Schriften
- Rousseaus Stil und Lehre in seinen Briefen. In Jahresbericht über die Realschule I. Ordnung zu Zwickau 1884 (Digitalisat)
- Die französische Kriegslyrik des Jahres 1870, 71 in ihrem Verhältnis zur gleichzeitigen deutschen.Zwickau : Zückler, 1899 (Digitalisat)